# Forte do Paraguaçu
O Forte do Paraguaçu localizava-se à margem direita, a cerca de dezesseis quilômetros da foz, do rio Paraguaçu, no estado brasileiro da Bahia.

## História
Um documento datado de 1659 dá conta da existência de três fortes na região (SOUZA, 1983:105): o Forte de Santa Cruz do Paraguaçu, o Forte do Paraguaçu, e o Fortim da Forca. No contexto da segunda das Invasões holandesas do Brasil (1630-1654), tinham a função de impedir o acesso de invasores ao sertão do Iguape e seus engenhos de açúcar, e às vilas de Maragojipe e Cachoeira.
Encontra-se relacionada por GARRIDO (1940), que lhe atribuiu planta no formato de um polígono retangular, com as medidas de vinte e dois metros de frente por quarenta metros de fundo, flanqueando o rio por três lados. À época da Primeira Guerra Mundial (1914-1918), em 1915, encontrava-se em ruínas (op. cit., p. 95-96).
BARRETTO (1958) relaciona-o como Forte do Paraguaçu ou Forte do Alemão, esclarecendo que se constituía em uma bateria retangular em alvenaria de tijolos, guarnecido por dois soldados e artilhada com sete peças (duas de calibre 8 libras, três de 6 e duas de 4) (op. cit., p. 182). O sítio do Alemão, entretanto, localizava-se na margem oposta ao Fortim do Paraguaçu, conforme registrado durante a viagem do Imperador D. Pedro II em 1859, em seu diário (ver Fortim da Forca).